# ДТП у Харкові 18 жовтня 2017 року
Дорожньо-транспортна пригода у Харкові — резонансне ДТП у центрі Харкова, що сталося 18 жовтня 2017 року, коли автівка врізалась в інше авто та протаранила натовп. В результаті п'ятеро людей померли на місці та шестеро потрапили до лікарні, згодом одна з них померла.

## Перебіг подій

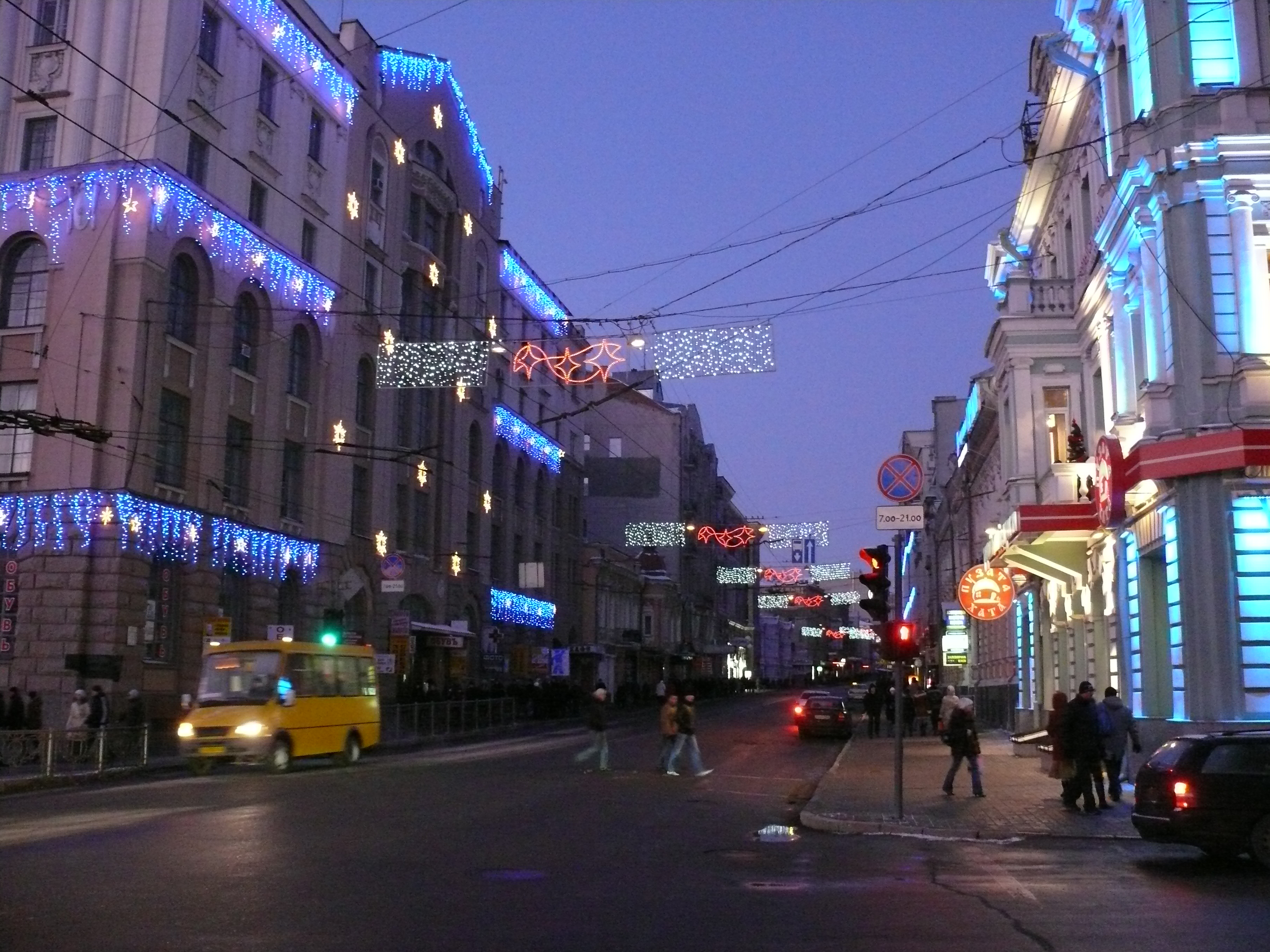
Сумська вулиця, місце де сталося ДТП

18 жовтня 2017 року близько 20:45 на вулиці Сумській в Харкові сталася ДТП, позашляховик Volkswagen Touareg під керуванням Геннадія Дронова врізався в позашляховик Lexus RX 350, за кермом якого була 20-річна Олена Зайцева, який перекинувся,вилетів на тротуар і збив 11 осіб: 5 загинули на місці, 6 опинилися в лікарні, одна з постраждалих невдовзі померла. Однією з потерпілих була вагітна, її було терміново госпіталізовано. Щоб врятувати дитину, жінку довелося ввести в стан штучної коми. Згодом вона успішно народила й вийшла з лікарні.
Водій Lexus Олена Зайцева є названою донькою харківського бізнесмена Василя Зайцева, президента ТОВ «Група — Тайфун», а також голови правління і генерального директора ПРАТ ВТП «Укренергочормет». 2012 року його було нагороджено державною премією в галузі науки й техніки. Зайцева на той момент навчалася в Харківському університеті ім. Каразіна. Після події її помістили до СІЗО.

## Розслідування
Олена дала свідчення в суді, повністю визнавши провину. Геннадій Дронов, що спочатку проходив у справі як потерпілий, також згодом опинився під слідством, як обвинувачений. Як Дронову, так і Зайцевій інкримінували порушення правил безпеки дорожнього руху, що спричинило загибель кількох осіб (ч. 3 ст. 286 КК України).
16 липня 2018 року стало відомо про зникнення лікаря-нарколога Олени Федірко, що проводила огляд Зайцевої відразу після ДТП. Про це повідомила Уляна Супрун, тодішній в.о. міністра охорони здоров'я України. Суд зобов'язав поліцію знайти Федірко.

## Резонанс
Справа викликала величезний суспільний резонанс. Після ДТП керівник МВС України Арсен Аваков заявляв про необхідності запустити систему видеофіксації на дорогах.
Кабінет міністрів висунув вимоги про зниженні швидкості руху транспорту у містах до 50 км/год, з 1 січня 2018 року це обмеження вступило у силу.

## Суд
Під час слухань було відкрито справу проти співробітників Харківського обласного бюро судово-медичних експертиз через «свідомо неправдиві свідчення», оскільки ті не змогли виявити швидкість Lexus Зайцевої, але суддя закрив справу, оскільки слідство не встановило в діях судових експертів ознак кримінального правопорушення.
26 лютого 2019 року суд виніс рішення: винуватці ДТП Олена Зайцева та Геннадій Дронов отримали по 10 років позбавлення волі.
Наприкінці березня 2019 року Зайцева й Дронов оскаржили цей вирок. Захисник Дронова домігся відкриття нової кримінальної справи щодо експертів Харківського обласного бюро судово-медичних експертиз через «свідомо неправдиві свідчення».
В серпні 2019 адвокат Зайцевої попросила пом'якшити її покарання, замінивши вирок на умовне покарання. Харківський апеляційний суд залишив у силі вирок першої інстанції
У листопаді захист Дронова направив касацію на вирок до Верховного суду України, вимагаючи оскарження вироку.